# Orešany
Orešany (allemand : Windischnußdorf, hongrois : Tótdiós) est un village de Slovaquie situé dans la région de Nitra.

## Histoire
Première mention écrite du village en 1330.

## Démographie

### Évolution de la population
| Année:               | 1994. | 2004.    | 2014.    | 2024.   |
| -------------------- | ----- | -------- | -------- | ------- |
| Nombre de personnes: | 316   | 281      | 333      | 330     |
| Différence:          |       | -11,07 % | +18,50 % | -0,90 % |

| Année:               | 2023. | 2024.   |
| -------------------- | ----- | ------- |
| Nombre de personnes: | 325   | 330     |
| Différence:          |       | +1,53 % |